# Reglage
Ett reglage är en anordning för att styra någonting. Ordet kommer av reglera. Oftast är styrning med hjälp av reglaget steglös eller ställbar i många små steg till skillnad från till exempel en strömbrytare som normalt bara har två eller tre lägen. Exempel på reglage är temperaturreglaget på ett värmeelement, vanliga vattenkranar och gasreglaget i en bil.
För videospelare utgör reglage olika funktioner som nås antingen via knapptryck eller kortkommandon. Nedan anges ett utdrag av olika reglage med tillhörande kortkommandon (via dator) för många olika videospelare, däribland de som tillhör Youtube, SVT Play och Max:
- Spela upp respektive pausa uppspelning - Mellanslag och k (För vissa spelare behöver en trycka igång videon först)
- Gå in i respektive avsluta helskärmsläge - F
- Ljud på/av - m
- Piltangent uppåt/nedåt - Höja/Sänka volym
- Piltangent åt vänster - Spola bakåt 5-15 sekunder
- Piltangent åt höger - Spola framåt 5-15 sekunder

Utöver i videospelare förekommer reglage även för TV-aparater och datorer. Ett exempel är att en i Windows-datorer kan trycka på F11 i en webbläsare för att gå in i respektive avsluta helskärmsläge. Reglagen en byter mellan i dessa fall är fönsterläge och helskärmsläge.